# 温州医科大学附属眼视光医院
温州医科大学附属眼视光医院（英語：Eye Hospital, WMU）是中国浙江省温州市的一家三级甲等眼科专科医院，也称为浙江省眼科医院（Zhejiang Eye Hospital）。
温州医科大学附属眼视光医院成立于1998年，设有温州总院、杭州院区、之江院区等三个院区，是全国唯一一家同时获眼科国家临床重点专科和卫生部优秀重点实验室的医疗单位，也是浙江省唯一一家三级甲等眼科专科医院。2015年，医院门诊量63.5万人次，开展手术4.6万例，出院2.2万人次。

## 历史
- 1998年9月30日，温州医学院附属眼视光医院开诊，医院位于温州市鹿城区学院西路270号，总面积约6000平方米。院长为瞿佳教授。[2]
- 2003年10月25日，医院新大楼正式启用，总建筑面积增长为1.2万平方米，开放病床101张。
- 2004年4月2日，浙江省卫生厅批复温州医学院附属眼视光医院，同意增挂浙江省眼视光医院名称。
- 2006年12月27日，医院通过三甲医院等级评审，成为浙江省首家三级甲等眼科专科医院。
- 2010年11月19日，温州医学院附属眼视光医院杭州院区开诊，浙江省人民政府副省长郑继伟等人出席庆典仪式。[3]
- 2011年10月21日至23日，2011年全国眼视光学学术会议在温州医学院附属眼视光医院召开。
- 2013年，温州医学院更名为温州医科大学。

## 院区设置

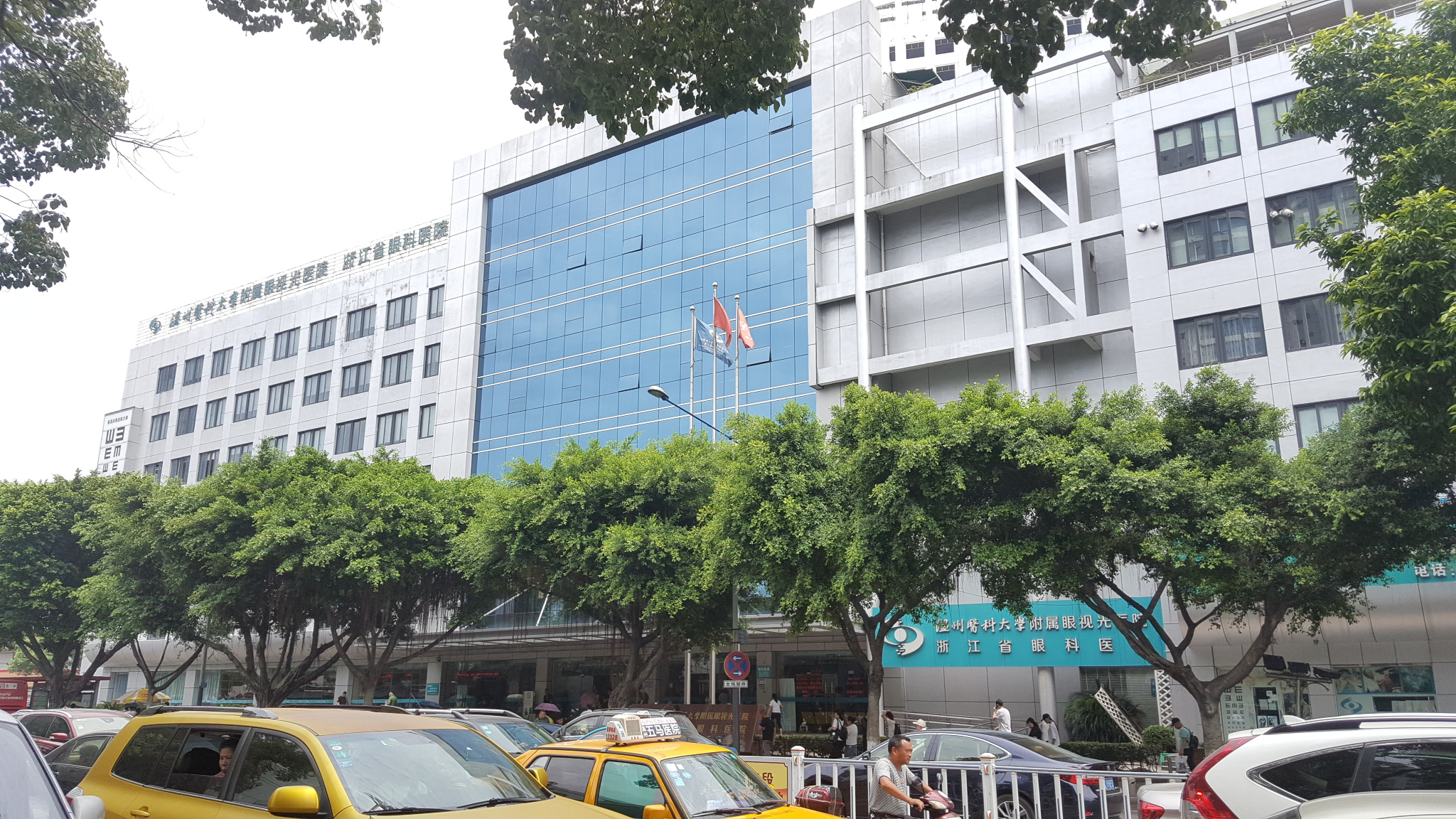
温州医科大学附属眼视光医院温州总院

- 温州总院：位于浙江省温州市鹿城区学院西路270号。
- 杭州院区：位于杭州市江干区凤起东路618号，面积1.6万平米，核定床位80张。
- 之江院区：位于杭州市西湖区杭新路与转之路交叉口，面积4千平方米，核定床位40张。